# Rob Hubbard
Rob Hubbard (Kingston upon Hull, Anglia, 1955 –) brit zeneszerző, aki leginkább az 1980-as évek számítógépes játékaira írt zenéiről ismert, melyek jelentős része a Commodore 64-es játékok legismertebb zenéit foglalta magában.

## Élete
Hubbard hétévesen kezdett zenélni. Már iskolás korában több együttesben zenélt és lépett fel. A középiskola befejezése után zenei főiskolára ment.

## Korai karrier
Az 1970-es évek végén – még a videójátékok megjelenése előtt – profi stúdiózenészként dolgozott. A személyi számítógépek (főképp a Commodore 64) megjelenésekor úgy döntött, hogy megtanulja a BASIC és assembly programozási nyelveket.

## Commodore 64
1985-ben felkereste a Gremlin Graphics céget egy általa írt zenei oktatóprogrammal és pár demo számmal, de a Gremlint sokkal jobban érdekelték a zenéi mint a programja. Megkérték, hogy a Thing on a Spring („egy bigyó egy rugón”) nevű platformjátékukhoz készítsen zenéket.
Hubbard hamarosan több, mint 75 játékhoz írt vagy dolgozott fel zenéket, számos kiadónak 1985 és 1989 között, mint amilyen a Monty on the Run, Crazy Comets, Master of Magic vagy a Commando voltak. A népszerűbb zenéi között megtalálhatjuk a Warhawk, Delta, Thrust, Lightforce, Spellbound, Sanxion, Auf Wiedersehen Monty és az International Karate játékokhoz írtakat. A Knucklebusters játékban található Hubbard leghosszabb zenéje: egy 17 perc hosszú opusz. Hubbard személyes kedvencei a Kentilla, W.A.R. és a Sanxion voltak; míg a Samantha Fox Strip Poker volt az, melyre legkevésbé büszke: elmondása szerint ezt tényleg csak a pénzért készítette és a szerzők között is csak John York-ként szerepelt. 
Bevallása szerint zenei stílusát számos szerző, többek között Jean Michel Jarre és Larry Fast művei alakították, számos szintetikus-zenét játszó együttes mellett.
Leginkább a Commodore 64 SID hangchipjére írt zenéket. Általában szabadúszóként dolgozott és számos céget elutasított, akik azt akarták hogy dolgozzon náluk.

## Electronic Arts és az Egyesült Államok
Miután több különböző vállalatnál dolgozott, 1988-ban elhagyta Newcastle-t, és választhatott, hogy az Electronic Artsnak vagy a Microsoftnak dolgozik. Hubbard az EA-t választotta a játékiparban betöltött kiemelkedő szerepük miatt, mivel a Microsoftnak (még) nem volt játékplatformja. Az amerikai Electronic Artsnál zeneszerzőként dolgozott, ő volt az első ember, aki az EA-nál a hangokkal és a zenével foglalkozott, és az alacsony szintű programozástól kezdve a zeneszerzésig mindent csinált.
Az EA-nél töltött időszakának egyik leghíresebb kompozíciója a Skate or Die Commodore 64-es verziójának betöltőjében szereplő zene, amely több elektromos gitár hangmintát és orgona akkordokat tartalmaz. A minták lejátszását a SID hangszintetizátor chip egy hibájának kihasználásával oldotta meg: a hangerő regiszter megváltoztatása egy hallható kattanást eredményezett, így a regiszter másodpercenként több ezer alkalommal történő megváltoztatása lehetővé tette a hangminták lejátszásának egy viszonylag kezdetleges (de a nyolcbites számítógépek számára meglepően tiszta és kifinomult) formáját.
Végül Audio Technical Director lett, ami inkább adminisztratív feladat volt: ő dönthette el, hogy mely technológiákat használják a játékokban, és melyeket fejlesszék tovább.
A Commodore 64-es időszak után írt néhány hangsávot olyan játékokhoz, amelyek az Amigán, az Atari ST-n, az IBM PC-n és a Sega Mega Drive-on jelentek meg.

## Napjainkban
Hubbard 2002-ben elhagyta az EA-t, és visszatért Angliába.
Újra elkezdett zenekarban játszani és koncerteken újra elővette korábbi játékzenei munkáit. Legutóbbi kompozíciói között mobiltelefonos játékokhoz készült zenék is szerepelnek.
2005-ben az International Karate című játék zenéjét élőben adta elő egy teljes zenekar a harmadik Symphonic Game Music Concerten. Az eseményre a németországi Lipcsében került sor. Hubbard hangszerelte és adta elő a darabot.
2014-ben Hubbard szerepelt és komponált zenét a From Bedrooms to Billions című dokumentumfilmhez, amely a brit videojáték-ipar történetét meséli el.
2016 novemberében Hubbard tiszteletbeli diplomát kapott az Abertay Egyetemtől az 1980-as években a videojátékok zenéjéhez való hozzájárulásáért.
Hubbard hozzájárult Chris Abbott Back in Time Live című C64-es tribute-játékához, melyben témáinak néhány átdolgozását adta elő. Hubbard többször fellépett a dán PRESS PLAY ON TAPE C64 coverbandával, akik számos korai dallamát feldolgozták teljes rockzenekari hangszerelésben. Hubbard régi zenéit zongorán is előadta Mark Knight hegedűművész és chiptune-zeneszerző társának támogatásával.

## Munkái
| Év   | Cím                                                                 | Megjegyzések |
| ---- | ------------------------------------------------------------------- | --- |
| 1985 | Commando                                                            | Tamayo Kawamoto Commando arcade játékának zenéje alapján |
| 1985 | Rasputin                                                            | hagyományos orosz dalok |
| 1985 | Monty on the Run                                                    | részben a Devil's Galop-on alapul by Charles Williams |
| 1985 | Thing on a Spring                                                   | |
| 1985 | Confuzion                                                           | A Private Property zenekar Confuzion dalának feldolgozása, amely a játék kazettájának B oldalán is szerepelt |
| 1985 | Crazy Comets                                                        | New Order és funkzene ihlette |
| 1985 | Chimera                                                             | |
| 1985 | Master of Magic                                                     | részben a Synergy Audion című albumának Shibolet és An End to History számai alapján |
| 1985 | The Last V8                                                         | |
| 1985 | Action Biker                                                        | |
| 1985 | Formula 1 Simulator                                                 | a The Human League Hard Times számának interpretációja |
| 1985 | Hunter Patrol                                                       | |
| 1985 | One Man and His Droid                                               | |
| 1985 | Battle of Britain                                                   | |
| 1985 | Harvey Smith Showjumping                                            | |
| 1985 | Up, Up and Away                                                     | The 5th Dimension-dal feldolgozása |
| 1986 | Deep Strike                                                         | |
| 1986 | Bump Set Spike                                                      | |
| 1986 | Ninja                                                               | |
| 1986 | Gerry the Germ                                                      | |
| 1986 | Proteus                                                             | John Keating Space Experience albumának két különálló dala (The Unknown Planet és Space Agent) alapján |
| 1986 | Thrust                                                              | |
| 1986 | Warhawk                                                             | the same song as "Proteus", just an intro added |
| 1986 | Lightforce                                                          | |
| 1986 | Geoff Capes Strongman Challenge                                     | |
| 1986 | Samantha Fox Strip Poker                                            | John York néven; bevallása szerint „[ez] egy annyira giccses kreálmány volt, és azt akarták, hogy béna giccses zenét adjak hozzá – nem akartam beismerni, hogy csak a pénzért csináltam.” Tartalmazza Scott Joplin The Entertainer és David Rose The Stripper című számait. |
| 1986 | Tarzan                                                              | az 1960-as Tarzan tévéjáték főcímdalának alapján |
| 1986 | W.A.R.                                                              | |
| 1986 | Zoids                                                               | a Synergy Audion című albumának Ancestors száma alapján |
| 1986 | Flash Gordon                                                        | |
| 1986 | Spellbound                                                          | |
| 1986 | Hollywood or Bust                                                   | A 12th Street Rag (Euday L. Bowman) és a Dill Pickles Rag (Charles L. Johnson) feldolgozásai |
| 1986 | Human Race                                                          | |
| 1986 | Kentilla                                                            | |
| 1986 | Phantoms of the Asteroid                                            | |
| 1986 | Chicken Song                                                        | From the TV show Spitting Image |
| 1986 | Video Poker                                                         | tartalmazza Scott Joplin Easy Winners című számát |
| 1986 | Knucklebusters                                                      | Hubbard's longest composition, lasting 17 minutes |
| 1986 | International Karate                                                | Szakamoto Rjúicsi zenéje alapján készült pastiche |
| 1986 | Sanxion                                                             | Hubbard híres töltőzenéje mellett tartalmazza a Lovagi táncot Prokofjev Rómeó és Júlia balettjéből |
| 1987 | Jet Set Willy                                                       | Atari 800 verzió |
| 1987 | ACE II                                                              | |
| 1987 | BMX Kids                                                            | a "Go!" felkiáltás maga Hubbard hangja |
| 1987 | Saboteur II                                                         | |
| 1987 | Sigma 7                                                             | Commodore 64-es feldolgozás Hubbardtól; Amstrad eredeti Julian Breeze-től |
| 1987 | Thanatos                                                            | Commodore 64-es feldolgozás Hubbardtól; Amstrad eredeti Julian Breeze-től |
| 1987 | Thundercats                                                         | |
| 1987 | Arcade Classics                                                     | |
| 1987 | I-Ball                                                              | a Cabaret Voltaire Whip Blow és I Want You számai nyomán |
| 1987 | Hydrofool                                                           | |
| 1987 | Shockway Rider                                                      | |
| 1987 | Auf Wiedersehen Monty                                               | Ben Daglishsal |
| 1987 | Chain Reaction                                                      | |
| 1987 | Mega Apocalypse                                                     | Crazy Comets-átdolgozás |
| 1987 | Nemesis the Warlock                                                 | |
| 1987 | Wiz                                                                 | |
| 1987 | Bangkok Knights                                                     | |
| 1987 | International Karate plus                                           | |
| 1987 | Dragons Lair Part II                                                | |
| 1987 | Star Paws                                                           | |
| 1987 | Delta                                                               | The music is inspired by the Koyaanisqatsi soundtrack by Philip Glass. Also inspired by Pink Floyd |
| 1987 | Trans Atlantic Balloon Challenge                                    | |
| 1987 | Goldrunner                                                          | ugyanazt a dalt tartalmazza, mint a Human Race |
| 1988 | 19 Part One: Boot Camp                                              | Paul Hardcastle 19 című dalának feldolgozása |
| 1988 | Jordan vs. Bird: One on One                                         | |
| 1988 | Kings of the Beach                                                  | |
| 1988 | One-on-One 2                                                        | |
| 1988 | Power Play Hockey                                                   | |
| 1988 | Skate or Die!                                                       | |
| 1988 | Pandora                                                             | |
| 1988 | Ricochet                                                            | |
| 1989 | 688 Attack Sub                                                      | |
| 1989 | Budokan: The Martial Spirit                                         | |
| 1989 | Indianapolis 500: The Simulation                                    | |
| 1989 | Keef the Thief                                                      | |
| 1989 | Kings of the Beach                                                  | |
| 1989 | Lakers vs. Celtics and the NBA Playoffs                             | |
| 1989 | Populous                                                            | |
| 1990 | Low Blow                                                            | |
| 1990 | Ski or Die                                                          | |
| 1990 | The Immortal                                                        | |
| 1990 | John Madden Football                                                | |
| 1990 | Skate or Die 2: The Search for Double Trouble                       | |
| 1991 | PGA Tour Golf                                                       | |
| 1991 | Road Rash                                                           | Michael Bartlow-val |
| 1991 | Desert Strike: Return to the Gulf                                   | Brian L. Schmidttel |
| 1992 | Road Rash 2                                                         | Don Vecával és Tony Berkeley-vel |
| 1992 | The Lost Files of Sherlock Holmes: The Case of the Serrated Scalpel | |
| 1992 | John Madden Football '93                                            | |
| 1994 | NHL Hockey '95                                                      | |
| 1996 | The Lost Files of Sherlock Holmes: The Case of the Rose Tattoo      | |
| 2014 | From Bedrooms to Billions                                           | |
| 2018 | Go Go Dash                                                          | |

## Külső hivatkozások
- C64Audio.com